# نهر مو
نهر مو هو نهر يقع في دولتي غانا وتوغو حيث ينبع من دولة توجو ثم يتجه غربًا مكونًا جزءًا قصيرًا من الحدود الدولية بين دولتي غانا وتوغو ويصب نهر توغو في بحيرة فولتا في دولة غانا
‌